# Yalagré
Yalagré ou Yalégré est une localité située dans le département de Tanghin-Dassouri de la province du Kadiogo dans la région Centre au Burkina Faso.

## Géographie
Proche de Zékounga-1 (distinct de Zékounga avec lequel il existe des conflits fonciers historiques), le territoire du village est progressivement gagné par l'expansion des faubourgs de Ouagadougou et l'urbanisation par le lotissement des terrains.

## Santé et éducation
Le centre de soins le plus proche de Yalagré est le centre de santé et de promotion sociale (CSPS) de Zékounga tandis que le centre médical (CM) se trouve à Tanghin-Dassouri et que les hôpitaux sont à Ouagadougou.
Le village possède une école primaire publique.